# آب‌های آزاد (فیلم)
آب‌های آزاد (انگلیسی: Open Water) یک فیلم بقا، ترسناک و دلهره‌آور آمریکایی به کارگردانی و نویسندگی کریس کنتیس که در سال ۲۰۰۳ منتشر شد. داستان فیلم در مورد زوجی آمریکایی است که در تعطیلات در کارائیب وقتی به دنبال غواصی اسکوبا می‌روند، پس از اینکه خدمه کشتی به طور اتفاقی آن‌ها را جا می‌گذارند، خود را مایل‌ها دور از ساحل محصور در آب‌های پر از کوسه می‌یابند.
این فیلم بر اساس داستان واقعی تام و ایلین لونرگان است که در سال ۱۹۹۸ با یک گروه غواصی به نام اوتر اج دایو کامپنی (Outer Edge Dive Company) بر روی سد بزرگ مرجانی رفتند و به طور تصادفی جا ماندند.

## دنباله‌ها
- آب‌های آزاد ۲ (۲۰۰۶)
- آب‌های آزاد ۳: غواصی با قفس (۲۰۱۷)